# Trachelium caeruleum
Trachelium caeruleum là loài thực vật có hoa trong họ Hoa chuông. Loài này được Carl von Linné miêu tả khoa học đầu tiên năm 1753.